# N-1
N-1（ロシア語:Н1エーヌ・アヂーン）は、月にソ連人の宇宙飛行士を送るように造られたソビエト連邦のロケットである。全長、約100メートル。アメリカのサターンVロケットに匹敵する大きなロケットで、低軌道に95トンものペイロードを投入できるよう設計された。しかしながら、4回の試験打ち上げすべてに失敗し、実用化のめどが立たないまま1974年に計画は放棄された。

## 概要
N-1の開発は月・火星への有人宇宙飛行、宇宙ステーション、大型軍事衛星の打上げのために1956年から始まった。米国が1961年に有人月面着陸の目的を発表した後1964年に、N-1はこの目的に転換した。しかし、予算が十分に供給されなかったため、計画は成功に至らなかった。
他のソ連製宇宙ロケット同様、小型のロケットエンジンを多数束ねる事で大きな推力を得るクラスターロケット方式を採っているが、N-1の第一段ではその数は30基にも及び、それらを同期制御する事が技術上の最大の課題であった。現在の技術をもってしても、それだけの数のロケットエンジンの同期制御はきわめて困難である。
N-1では多数のエンジンを制御するためにKORDシステムが開発された。ひとつのエンジンが停止すると自動的に中心軸を挟んで反対側のエンジンを停止してバランスをとると共に、他のエンジンの燃焼時間を延長して性能を確保する制御システムで、4つのエンジンが停止しても対応できるようになっていた。さらに外周の24基のエンジンの一部は機体の鉛直軸に対して、角度をつけて装着された。これらのエンジンの出力を調整することでロール回転のコントロールも可能であった。ただし3号機(N-1/6L)ではこのシステムでも制御しきれないロール回転が発生したため、後にステアリングエンジンを追加した。
テストのための資金不足と技術的困難のため、4回行われたテスト飛行はいずれも成功せず、全て第1段の分離の前で失敗した。最も長い飛行は107秒で、第1段の分離直前で爆発した。テスト飛行は、最初の2回が1969年、3回目は1971年で、最後の飛行は1972年に行われた。
1974年5月にソ連の有人月着陸計画（L3計画）は中止され、これに続いてN-1の開発も同年8月に放棄された。更なるテスト飛行に備えて用意されていた2機のN-1Fは廃棄され、残骸は避難所及び貯蔵小屋として使用された。N-1F用のエンジンであるNK-33は破棄されたはずであったが、放射性廃棄物のカバーをかけて破棄されずに残っていたものが発見され、試運転の結果、まだ動くのみならず、良好な性能を示したため、2005年民間のロケット開発で使用されることになった。このエンジンを再利用する計画は予定よりも遅れたが、2013年にこのエンジン2基を1段に使用するアンタレスロケットが打ち上げられ、商業利用が開始された。

### 月計画
1961年5月にアメリカは月の有人着陸計画を発表した時、セルゲイ・コロリョフは現在ソユーズとして知られる新型の宇宙船を基にした月計画を提案した。これはソユーズと月着陸船やエンジンや燃料を複数回に分けて打ち上げ、軌道上で組み合わせるという案だった。
この方法は宇宙船の打ち上げに必要なロケットが1度に打ち上げるよりも小型ですむ利点があったが、それでも必要なペイロードが大きすぎて既存のソビエトのロケットの打ち上げ能力では及ばなかった。コロリョフは50トンのペイロードを打ち上げる為に最終的に製造されたN-1の設計よりもはるかに小型のN-1ロケットの開発を打診した。
動力源はソビエトのロケットエンジンの設計の大半を受け持っていたヴァレンティン・グルシュコが新設計したUDMHとN2O4を推進剤とするRD-270だった。
この混ぜるだけで爆発的に燃焼するハイパーゴリック推進剤はグルシュコが設計した既存の複数のICBMに幅広く使用されていたエンジンの様式だった。しかしながらこのUDMH/N2O4推進剤の組み合わせはケロシン/液体酸素よりも比推力が低かったのでコロリョフはハイパーゴリック推進剤に替わる別の現実的な高性能の設計が必要になると感じた。更に重要なことにコロリョフは有人宇宙船の安全性を高める為に無害な推進剤の必要性を感じていた。
この意見の違いはグルシュコとコロリョフの仲違いに発展した。両者の確執の原因はそれだけではなく、過去にグルシュコの嘘の告発によりコロリョフが強制収容所送りになったことや、グルシュコがコロリョフに比べ不遇な扱いをされていると感じていたことなどが背景にある。
1962年に行き詰まりを打開する為に開催された会議でコロリョフの意見が採用された。グルシュコはこのような設計に取り組む事に反対したため、コロリョフは最終的に諦めてOKB-276のジェットエンジンの設計者であるニコライ・ドミトリエヴィチ・クズネツォフに支援してもらう事を決めた。クズネツォフはロケットエンジンの設計経験が乏しく、非常に小型のNK-15エンジンを高度に応じて最適化した派生型が計画された。必要な推力を生み出すために、複数のNK-15を1段目の周囲に束ねて使用する事が検討された。
エンジンの輪の内側は開かれる予定でブースター段の上部付近に設置された吸気口から空気を送る予定だった。空気は燃料リッチの排気と混合され燃焼することで推力を増強する仕掛けだった。環状に多くのロケットエンジンのノズルを配置するN-1の一段目はトロイダル・エアロスパイクエンジンシステムを形成していた。より一般的なエアロスパイクも同様に研究中だった。

## 問題点

サターンVとN1の比較.N1の方が短いが推力は大きい。一方、サターンVは液体水素エンジンを2段目と3段目に使用しているがN1は全段ケロシンを使用するのでサターンVの方がより重いペイロードを軌道へ投入できる。打ち上げ実績は対照的でサターンVは13回の打ち上げに全て成功したのに対してN1は全て失敗した。

燃料と酸化剤を多数のロケットエンジンへ供給するために複雑なポンプを必要とした。それにより脆弱となり打ち上げ失敗の要因となった。さらにN-1のバイコヌール打ち上げ基地は内陸部にあり大きな部材を船舶で輸送することが出来ないので小分けにして鉄道で運び、現地で再組み立てした。その結果複雑化し、推進剤の供給系の配管とタービンに起因する破壊的な振動と、やはり排気の流体力学的な問題から生ずる機体のロール軸の傾斜や真空キャビテーションをはじめとする問題が打ち上げ前に発見されず、その解決も必要となった。
それらの技術的な困難を順番に解決する為の資金が不足していたことによりN-1は全ての試験打ち上げに失敗した。12回の試験計画の中で4回の無人飛行計画は全て1段目を分離する前に失敗に終わった。もっとも長い飛行は最後に発射された107秒で第1段分離の直前だった。
月面有人着陸のN-1F計画が中止された後も、アメリカのスカイラブに対抗する宇宙ステーションの打ち上げにこのロケットを使用する事が期待されたが、皮肉なことにグルシュコの開発したロケットが充当されることとなり、N-1F計画は1974年に終了した。2機のN-1Fは当時打ち上げ準備段階だったが中止された。計画は大型のプロトンロケットのようなハイパーゴリック推進剤を使用した「ヴァルカン」という概念で、1976年にエネルギア/ブラン計画が開始されるまで続いていた。

## 実績
1969/2/21　1号機(N-1/3L)
68秒後第一段全エンジンの停止
原因：KORDシステムのエラー。出力調整タイミングの誤りから振動が生じ、液体酸素パイプを破壊、火災が発生した。
1969/7/3　2号機(N-1/5L)
発射十数秒後第一段全エンジン停止
原因：金属片がターボポンプに入り込んだためエンジン停止。点火の0.25秒後エンジンNo.8のターボポンプに入り込んだ金属片で液体酸素ポンプが破裂・停止し、その後KORDシステムによって29基のエンジンも停止された。ロケットは発射台に落下して爆発した。
1971/6/26　3機目(N-1/6L)
主な改良点：燃料ラインへのフィルター設置、エンジンルームの換気装置と冷却装置追加、発射直後のKORDシステムによるエンジン停止の禁止。
発射50秒後分解
原因：エンジン後方でのスリップストリームによりロール回転が生じ分解。エンジンには問題は起きなかった。
1972/11/23　4機目(N-1/7L)
主な改良点：回転を止めるためのステアリングエンジンが追加
発射107秒後第一段爆発
原因：振動により燃料ラインへ加わる過負荷を避けるためのプログラムが作動しエンジンが停止。一部のエンジンは爆発を起こした。
1974年8月　N-1計画打ち切り
5号機、6号機(N-1F)
主な改良点　エンジンをNK-15からNK-33へ変更
ほぼ完成していたものの、N-1計画打ち切りのため廃棄。